# Katarzyna Cornaro
Katarzyna Cornaro (ur. 1454, zm. 10 lipca 1510 w Wenecji) – ostatnia panująca królowa Cypru.
Pochodziła ze starej weneckiej rodziny, której przedstawiciele pojawiają się w cypryjskich dokumentach od 1372 roku.
Katarzyna była jedną z siedmiu córek Marka Cornaro - senatora Republiki Weneckiej, pochodzącego z rodu weneckiego doży Marka Cornaro (zm. 1368) i siostrą Jerzego Cornaro - prokuratora kościoła św. Marka. Ojciec Katarzyny i jej stryj Andrzej po śmierci cypryjskiego króla Jana II zdecydowali się poprzeć Jakuba Bastarda, który po kilku latach zmagań ze swą przyrodnią siostrą, królową Charlottą objął rządy na Cyprze jako Jakub II.
Z inicjatywy Andrzeja Cornaro w 1472 roku Katarzyna poślubiła Jakuba II. Od Republiki Weneckiej otrzymała w posagu 100 tysięcy dukatów. Owdowiała 11 czerwca 1473 roku, będąc w ciąży. 28 sierpnia tego samego roku urodziła syna Jakuba III.
Sytuacja Katarzyny i jej syna była trudna, gdyż pretensje do tronu zgłosiła Szarlotta, siostra Jakuba II, z kolei Sycylijczycy i Katalończycy popierali Alfonsa, nieślubnego syna Ferdynanda z Neapolu, który miał poślubić nieślubną córkę zmarłego króla. W czasie walk do jakich doszło po śmierci Jakuba II zamordowano stryja królowej Andrzeja Cornaro oraz jego siostrzeńca Marka Bembo.
W sierpniu 1474 roku zmarł Jakub III.
Podczas rządów Katarzyny Cypr dostał się pod kontrolę weneckich kupców, którzy 26 lutego 1489 zmusili ją do abdykacji ogłoszonej w katedrze w Famaguście. Królestwo Cypru stało się kolonią Republiki Weneckiej. 
Katarzyna 1 marca 1489 r. opuściła Cypr, a 5 czerwca przybyła do Wenecji, gdzie zmarła jako władczyni Asolo.

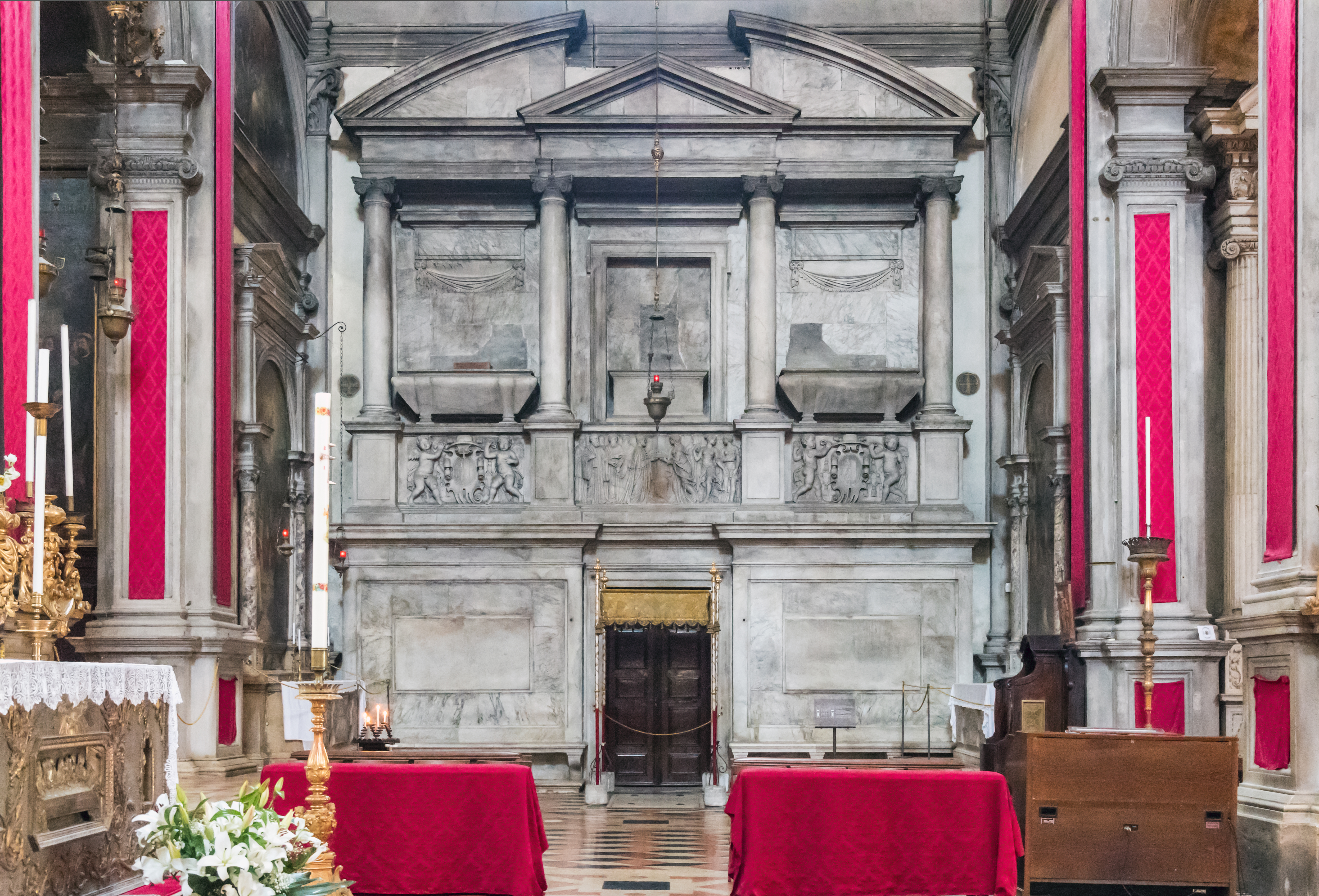
Grobowiec królowej w kościele San Salvador
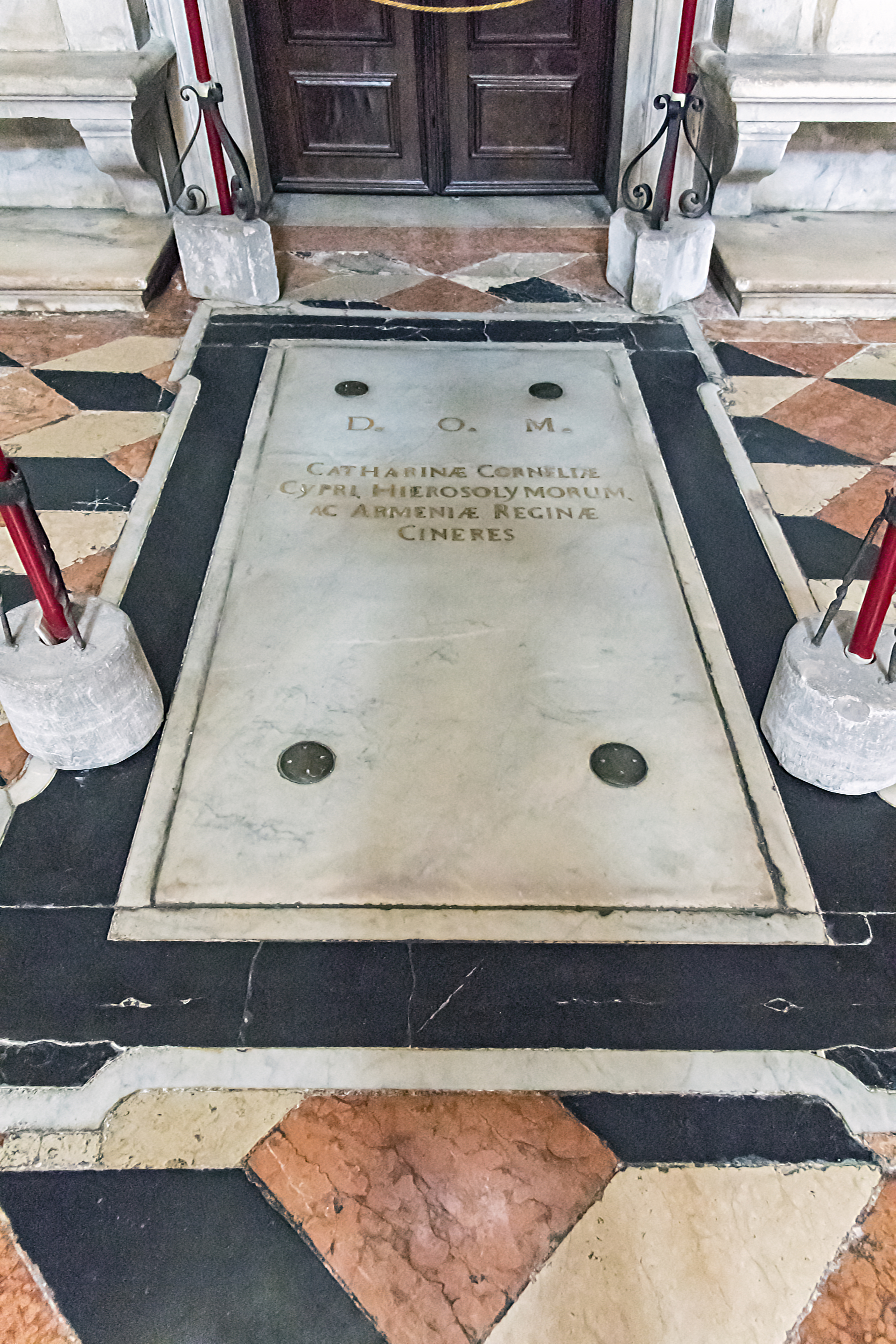
Płyta nagrobna